# Lijst van schilderijen in abstracte periode van Pablo Picasso
Chronologische  lijst van schilderijen die de kunstschilder Pablo Picasso maakte in zijn abstracte periode van 1924 tot en met 1936.

## Lijst
- Nature morte à la galette (stilleven met koek), Parijs, 16 mei 1924, olieverf op linnen, 98 × 130,7 cm, Collectie Jacques en Natasha Gelman in Mexico-Stad
- Femme à la mandoline (vrouw met mandoline), 1925, olieverf op linnen, 130 × 97 cm, Collectie Walter Annenberg in Los Angeles
- La statuaire  (la femme sculpteur) (vrouw met sculptuur) (de beeldhouwster), zomer 1925, olieverf op linnen, 131 × 97 cm, Collectie Mr en Mrs Daniel Saidenberg in New York
- La danse (de dans), juni 1925, olieverf op linnen, 215 × 142 cm, Tate Gallery in Londen
- Le baiser (de kus), Juan-les-Pins, zomer 1925, olieverf op linnen, 130,5 × 97,7 cm, Musée Picasso in Parijs
- La bouteille d vin (de wijnfles), 1925-1926, olieverf op linnen, 98,5 × 131 cm, Fondation Beyeler in Bazel
- Instrument de musique sur une table (muziekinstrumenten op een tafel), 1925, olieverf op linnen, 162 × 204,5 cm, Centro de Arte Reina Sofia in Madrid
- Instrument de musique sur une table (muziekinstrumenten op een tafel), Juan-les-Pins, zomer 1926, olieverf op linnen, 168 × 205 cm, Fondation Beyeler in Bazel
- Nature morte au buste et a la palette (stilleven met buste en palet), 1925, olieverf op linnen, 97 × 130 cm, privécollectie in Bazel
- Nature morte a la tete antique (stilleven met antieke buste), 1925, olieverf op linnen, 97 × 130 cm, Centre Pompidou in Parijs
- Tete et bras de platte (atelier met gipshoofd), Juan-les-Pins, zomer 1925, olieverf op linnen, 98 × 131,2 cm, Museum of Modern Art in New York
- Les modistes (l’atelier de la modiste), de hoedenwinkel, Parijs, januari 1926, olieverf op linnen, 172 × 256 cm, Centre Pompidou in Parijs
- La peintre et son modele (schilder en model), Parijs, 1926, olieverf op linnen, 172 × 256 cm, Musée Picasso in Parijs
- Femme assise (zittende vrouw), Parijs 1926-1927, olieverf op linnen, 130 × 97 cm, Art Gallery of Ontario in Toronto
- Figure (figuur), Cannes, 1927, olieverf op linnen, 128 × 98 cm, Erven Jacquline Picasso
- Femme assise (zittende vrouw), Parijs, 1927, olieverf op linnen, 130 × 97 cm, Museum of Modern Art in New York
- L’atelier (het atelier), Parijs, winter 1927-1928, olieverf op linnen, 149,9 × 231,2 cm, Museum of Modern Art in New York
- Le peintre et son modèle (schilder en model), Parijs, 1928, olieverf op linnen, 129,8 × 163 cm, Museum of Modern Art in New York
- Grand nu au fauteuil rouge (groot vrouwelijk naakt in een rode stoel), Parijs, 3 mei 1929, olieverf op linnen, 195 × 129 cm, Musee Picasso in Parijs
- Femme couchée (liggende vrouw), Parijs, april 1929, olieverf op linnen, 46,3 × 61 cm, Centre Pompidou in Parijs
- Baigneuse (baadster), Dinard, 15 augustus 1928, olieverf op linnen, 24,5 × 35 cm, Musee Picasso in Parijs
- La nageuse (de zwemmende vrouw), Parijs, november 1929, olieverf op linnen, 130 × 162 cm, Musee Picasso in Parijs
- L’acrobate bleu (de blauwe acrobaat), Parijs, november 1929, houtskool en olieverf op linnen, 162 × 130 cm Musee Picasso in Parijs
- L’acrobate (de acrobaat), Parijs 18 januari 1930, olieverf op linnen, 162 × 130 cm, Musee Picasso in Parijs
- Femme assise (figure) (zittende vrouw) (figuur), Parijs, 1930, olieverf op linnen, 66 × 49 cm, Fondation Beyeler in Bazel
- Buste de femme et autoportrait (buste van een vrouw en zelfportret), Parijs, februari 1929, olieverf op linnen, 71 × 60,5 cm, privécollectie
- La femme au pigeons (vrouw met duiven), Parijs, 1930, olieverf op linnen, 200 × 185 cm, Centre Pompidou in Parijs
- La crucifixion (de kruisiging), Parijs, 7 februari 1930, olieverf op triplex, 51,5 × 66,5 cm, Musee Picasso in Parijs
- Baigneuse assise au bord de la mer (zittende baadster), Parijs begin 1930, olieverf op linnen, 163,2 × 129,5 cm, Museum of Modern Art in New York
- Le sculpteur  (de beeldhouwer), december 1931, olieverf op triplex, 18,5 × 96 cm, Parijs, Museé Picasso in Parijs
- Pichet et coupe de fruit (karaf en fruitschaal), Parijs, 22 februari 1931, olieverf op linnen, 130 × 162 cm, Museum of Modern Art in New York
- Grande nature morte au gueridon (groot stilleven op een tafeltje), Parijs, 11 maart 1931, olieverf op linnen, 195 × 130,5 cm, Musee Picasso in Parijs
- Figures au bord de la mer (figuren aan het strand), Parijs, 12 januari 1931, olieverf op linnen, 130 × 195 cm, Musee Picasso in Parijs
- Femme lancant une pierre (stenen gooiende vrouw), Parijs, 8 maart 1931, olieverf op linnen, 130,5 × 195,5 cm, Musee Picasse in Parijs
- La lecture (de lectuur), Boisgeloup, 2 januari 1932, olieverf op linnen, 130 × 97, 5 cm, Musee Picasso in Parijs
- Femme nue couchée (liggend vrouwelijk naakt), Boisgeloup, 4 april 1932, olieverf op linnen, 130 × 161,7 cm, Musee Picasso in Parijs
- Jeu de plage et sauvetage (strandspel en redding), Parijs, november 1932, olieverf op linnen, 97 × 130 cm, privécollectie in Zwitserland
- Le sauvetage (de redding), Parijs, december 1932, olieverf op linnen, Fondation Beyeler in Bazel, geveild op 7 mei 2014 in New York voor 31,525 miljoen dollar
- Femme assise dans un fauteuile rouge (zittende vrouw op de rode stoel) , Parijs 16 december 1931, olieverf en emailverf op triplex, 130,8 × 99 cm, Art Institute of Chicago in Chicago
- Le sommeil (de slaap), Parijs, 23 januari 1932, olieverf op linnen, 130 × 97 cm, Erven Jaqueline Picasso
- Femme nue couchéee (liggend vrouwelijk naakt), Boisgeloup, 6 augustus 1932, olieverf op linnenm 24 × 35 cm, privécollectie in Rome
- Femme nue couchée (liggend vrouwelijk naakt), Boisgeloup, 19 juni 1932, olieverf op linnen, 38 × 46 cm, Centre Pompidou in Parijs
- Femme a la fleur (vrouw met bloem), Boisgeloup, 10 april 1932, olieverf op linnen, 162 × 130 cm, Collectie Mr en Mrs Nathan Cummings in New York
- Le miroir (de spiegel), Boisgeloup, 12 maart 1932, olieverf op linnen, 130 × 97 cm, privécollectie
- Jeune fille devant un miroir (meisje voor een spiegel), Boisgeloup, 14 maart 1932, olieverf op linnen, 162 × 130,2 cm Museum of Modern Art in New York
- Le rêve (de droom), Boisgeloup, 24 januari 1932, olieverf op linnen, 130 × 98 cm, Collectie Mrs Victor W. Ganz in New York
- Femme nue dans un fauteuil rouge (vrouwelijk naakt in een rode stoel), 1932, olieverf op linnen, 130 × 97 cm, Tate Gallery in Londen
- Baigneuse assise au bord de la mer, Boisgeloup, 30 augustus 1932, olieverf op linnen, 146,2 × 114,6 cm Museum of Modern Art in New York
- Femme assise dans un fauteauil rouge, (zittende vrouw in een rode stoel), Boisgeloup, 1932, olieverf op linnen, 130 × 97,5 cm, Musee Picasso in Parijs
- Femme au fauteuil rouge, Boisgeloupe, 27 januari 1932, olieverf op linnen, 130,2 × 97 cm, Musee Picasso in Parijs
- Taureau mourant (stervende stier), Boisgeloup, 16 juli 1934, olieverf op linnen, 33,3 × 55,2 cm, Collectie Jacques en Natasha Gelman in Mexico City
- Course de taureaux (Corrida) (stierengevecht (Corrida), Boisgeloup, 17 juli 1934, olieverf op linnen, 50 × 61 cm, privécollectie
- Course de taureaux (Corrida) (stierengevecht) (Corrida), Boisgeloup, 12 juli, 1934, olieverf op linnen, 54,5 × 73 cm, privécollectie
- Course de taureaux (Corrida), (stierengevecht) (Corrida), Boisgeloup, 22 juli 1934, olieverf op linnen, 97 × 130 cm, privécollectie
- Femme de ¾ gauche (vrouw naar rechts gekeerd), Boisgeloup, 12 juli 1934, olieverf op linnen, 55 × 33 cm, Fondation Beyeler in Bazel
- Femme au beret (vrouw met baret), Boisgeloup, 12 juli 1934, olieverf op linnen, 55 × 38 cm, Collectie Maya Ruiz-Picasso in Parijs
- Confidences (mededelingen), 1934, olieverf, papiers colles en gouache op linnen, 194 × 170 cm, Centre Pompidou in Parijs
- Femme nue dans un jardin (vrouwelijk naakt in een tuin), Boisgeloup, 4 augustus 1934, olieverf op linnen, 162 × 130 cm, Musee Picasso in Parijs
- Tête de femme (Olga Picasso), (hoofd van een vrouw) (Olga Picasso), Parijs, 10 maart 1935, olieverf op linnen, 61 × 50,5 cm, Allbright-Knox Art Gallery in Buffalo (NY)
- Deux femmes (twee vrouwen), Parijs, 12 februari 1935, olieverf op linnen, 130 × 195 cm, Museum of Modern Art in New York
- La muse (de Muze), 1935, olieverf op linnen, 130 × 162 cm, Centre Pompidou in Parijs
- Femme lisant (lezende vrouw), Parijs, 9 januari 1935, olieverf op linnen, 165 × 129,5 cm, Musee Picasso in Parijs
- Femme au buffet (vrouw aan het buffet), Juan-les-Pins, 9 april 1936, olieverf op linnen, 55 × 46 cm, Musee Picasso in Parijs
- Le chapeau de paille au feuillage bleu (strohoed met blauwe gebladerte), Juan-les-Pins, 1 mei 1936, olieverf op linnen, 61 × 50 cm, Musee Picasso in Parijs